# Crocosmia
Crocosmia is een geslacht  uit de lissenfamilie. Het komt van nature voor in de graslanden van de Kaapflora in Zuid-Afrika.
Crocosmia-soorten zijn overblijvend en worden 60 tot 90 cm hoog. De bladeren zijn zwaardvormig en de bloemen oranje tot rood. Uit de bloemen kan een geel sap worden gewonnen, dat als vervanging van saffraan wordt gebruikt.
Gekweekte Crocosmia wordt gebruikt in borders, maar ook als snijbloem.